# Monandroptera acanthomera
Monandroptera acanthomera är en insektsart som först beskrevs av Hermann Burmeister 1838.  Monandroptera acanthomera ingår i släktet Monandroptera och familjen Phasmatidae. Inga underarter finns listade i Catalogue of Life.